# Artiom Riebrow
Artiom Giennadjewicz Riebrow (ros. Артём Геннадьевич Ребров, ur. 4 marca 1984 w Moskwie) – rosyjski piłkarz grający na pozycji bramkarza. Od 2011 jest zawodnikiem klubu Spartak Moskwa.

## Kariera klubowa
Swoją karierę piłkarską Riebrow rozpoczął w 2001 roku w klubie Pietrowskij Zamok. W 2002 roku trenował w MIFI Moskwa, a w 2003 roku został zawodnikiem Dynama Moskwa. W latach 2004–2005 był członkiem pierwszej drużyny Dynama, ale nie zaliczył w niej debiutu w Priemjer-Lidze.
W 2005 roku Riebrow został piłkarzem Saturna Ramienskoje. W latach 2005–2006 grał w rezerwach tego klubu, a w 2007 roku został wypożyczony do Awangardu Kursk, w którym grał w Pierwszej Dywizji. W 2008 roku wypożyczono go do Tomu Tomsk, w którym rozegrał jeden mecz, 27 września 2008 przeciwko CSKA Moskwa (1:2). W 2009 roku został członkiem pierwszej drużyny Saturna. Zadebiutował w nim 29 maja 2009 w wygranym 2:0 wyjazdowym meczu z Amkarem Perm. W Saturnie grał do końca 2010 roku.
Na początku 2011 roku Riebrow przeszedł do Szynnika Jarosław. Swój debiut w nim zaliczył 4 kwietnia 2011 w przegranym 0:2 wyjazdowym spotkaniu z FK Chimki. Zawodnikiem Szynnika był do lata 2011.
Latem 2011 Riebrow został piłkarzem Spartaka Moskwa. Swój debiut w barwach Spartaka zaliczył 31 marca 2012 w przegranym 1:2 domowym meczu z Zenitem Petersburg. W sezonie 2011/2012 wywalczył ze Spartakiem wicemistrzostwo Rosji.
| Sezon   | Klub                 | Kraj  | Rozgrywki        | Mecze | Gole |
| ------- | -------------------- | ----- | ---------------- | ----- | ---- |
| 2004    | Dinamo Moskwa        | Rosja | Priemjer-Liga    | 0     | 0    |
| 2005    | Dinamo Moskwa        | Rosja | Priemjer-Liga    | 0     | 0    |
| 2006    | Saturn-2 Ramienskoje | Rosja | Wtoroj diwizion  | ?     | 0    |
| 2007    | Saturn-2 Ramienskoje | Rosja | Wtoroj diwizion  | ?     | 0    |
| 2007    | Awangard Kursk       | Rosja | Pierwyj diwizion | 7     | 0    |
| 2008    | Tom Tomsk            | Rosja | Priemjer-Liga    | 1     | 0    |
| 2009    | Saturn Ramienskoje   | Rosja | Priemjer-Liga    | 1     | 0    |
| 2010    | Saturn Ramienskoje   | Rosja | Priemjer-Liga    | 7     | 0    |
| 2011/12 | Szynnik Jarosław     | Rosja | Priemjer-Liga    | 21    | 0    |
| 2011/12 | Spartak Moskwa       | Rosja | Priemjer-Liga    | 8     | 0    |
| 2012/13 | Spartak Moskwa       | Rosja | Priemjer-Liga    | 4     | 0    |
| 2013/14 | Spartak Moskwa       | Rosja | Priemjer-Liga    | 8     | 0    |
| 2014/15 | Spartak Moskwa       | Rosja | Priemjer-Liga    | 28    | 0    |
| 2015/16 | Spartak Moskwa       | Rosja | Priemjer-Liga    | 24    | 0    |
| 2016/17 | Spartak Moskwa       | Rosja | Priemjer-Liga    | 28    | 0    |
| 2017/18 | Spartak Moskwa       | Rosja | Priemjer-Liga    | 7     | 0    |

- Stan na 3 grudnia 2017

## Kariera reprezentacyjna
W reprezentacji Rosji Riebrow zadebiutował 17 listopada 2015 w przegranym 1:3 towarzyskim meczu z Chorwacją, rozegranym w Rostowie nad Donem, gdy w 46. minucie zmienił Jurija Łodygina.